# Passerelle Masaryk
La passerelle Masaryk (anciennement appelé pont Masaryk ou pont de la Gare) est un pont suspendu situé dans le 9e arrondissement de Lyon qui permet de traverser la Saône, financé par les riverains et ouvert au public le 17 juin 1831. Il est constitué de deux travées retenues par des haubans fixés à trois piles en pierre de Couzon, d'ouverture égale de 85,20 m ; les câbles, plusieurs fois renouvelés, supportent un tablier de 6,60 m dont 4,60 m de voie charretière et deux trottoirs d'un mètre chacun. Le pont est aujourd'hui réservé aux piétons et cyclistes.

## Description
Il s'appelait à l'origine pont de Vaise (attesté en 1838) ou pont de la Gare de Vaise (attesté en 1842) en référence à la gare d'eau en service dans ce quartier de 1830 à 1974. Son nom actuel lui a été attribué le 1er janvier 1931 en l'honneur de Tomáš Masaryk (1854-1937), fondateur de la république tchécoslovaque et ami d'Édouard Herriot.
De construction presque identique au pont de l'Île Barbe, il fut édifié très peu de temps après lui et avec la même technique de construction. Son utilité était liée à la présence un peu en amont, sur la rive droite, de la gare d'eau créée en 1827 pour les besoins de la navigation fluviale et qui ne sera comblée qu'en 1966 par les déblais du tunnel de Fourvière.
La pile centrale posa quelques problèmes de fondations car elle est basée sur des pieux de bois protégés par des enrochements que l'on doit périodiquement renforcer, mais elle a résisté depuis à toutes les crues et même aux artificiers allemands en 1944.
Sa silhouette élégante n'a pas changé de physionomie depuis l'origine et c'est ainsi la plus ancienne de toutes les piles de pont de la ville. Elle est aussi un des éléments patrimoniaux de cette partie de la ville qui marque l'entrée du cœur urbain de Lyon.
Avant son déclassement, le pont est ouvert aux véhicules motorisés (limitation à moins de 3 tonnes) avec circulation dans les deux sens. Au début des années 2000, dans une volonté de réduire la circulation, il devient à sens unique de la rive côté Croix-Rousse vers Vaise.
À la suite de l'ouverture du pont Schuman le 5 novembre 2014, le pont Masaryk est déclassé en passerelle en décembre 2014, et est désormais réservée aux seuls modes doux (piétons et cyclistes).

## Sources
- Cet article est partiellement ou en totalité issu de l'article intitulé « Ponts de Lyon » (voir la liste des auteurs).